# Sãozinha
Belmira da Conceição Gonçalves, mais conhecida por Sãozinha, foi uma jovem que se tornou conhecida por participar na Revolta das Águas de 1962. Nasceu na Lombada da Ponta do Sol, na ilha da Madeira, a 18 de abril de 1945, numa família muito numerosa, tendo 16 irmãos. Era filha de Manuel Gonçalves Júnior e de Ana Conceição Silva Relva. Frequentava o Liceu Jaime Moniz à data da sua morte.
No Verão de 1962, Sãozinha juntou-se várias vezes aos populares da Lombada e do Lugar de Baixo na luta pela defesa dos direitos das águas de rega da Levada do Moinho. Na madrugada do dia 21 de Agosto, muitas dezenas de polícias - mais de duas centenas, segundo testemunhas - cercam, violentam e abrem fogo sobre os protestantes, que pernoitavam e que se dirigiam para a intersecção da Levada do Moinho com a Levada Nova para assegurar que a água daquela não era desviada para esta. À chegada dos agentes, os populares acordaram, tocaram búzios como sinal de alerta, e deslocaram-se para o Cabo da Levada. Sãozinha levantou-se com familiares e vizinhos, e seguiu apressadamente para a ribeira. Morreu aí, aos 17 anos, depois de ter sido atingida por uma bala.
Ficou na memória do povo da Lombada da Ponta do Sol como tendo dado a vida pela causa da água. Hoje é reconhecida como a “heroína e mártir do povo”.